# Мерида (Венецуела)
Вижте пояснителната страница за други значения на Мерида.
Мѐрида (на испански: Santiago de los Caballeros de Mérida) е най-големият град и столица на щата Мерида в южноамериканската държава Венецуела. Населението му е 204 879 жители (2001 г.), а заедно с предградията му надхвърля 350 000 души. Общата му площ е 25 км². Разположен е на 1630 метра надморска височина.
Градът е основан през 1558 г.

## История
Мерида е основана на 9 октомври 1558 година от Хуан Родригес Суарес по време на Папмплонската минна експедиция. Суарес решава да нарече селището по името на своя роден град Мерида в Испания. Впоследствие през ноември 1559 година Суарес е принуден да премести селището в района на днешния квартал Зумба, поради постоянни сблъсъци с местното индианско население.
През 1560 година властите на вицекралство Нова Гранада изпращат Хуан де Малдонадо да арестува Хуан Родригес Суарес, тъй като той не е получил разрешение да основава селище. Хуан де Малдонадо има за задача и да урегулира новото селище. Така на 24 юни същата година той премества селището на сегащното му място и го прекръства на Сантяго де лос Кабайерос. До 1607 година градът е под юрисдикцията на депертамента на Тунха, след което влиза в юрисдикцията на Санта Фе.
През 1622 година Мерида става резиденция на губернатора на Мерида. Градът и губернаторството са част от Нова Гранада до 1777 година, когато стават част от Капитанство Венецуела. По-късно градът е издигнат в епископска катедра, поради което е изградена семинария, която през 1811 година прераства в Андски университет.

## Климат
| 1951 – 1980      | Яну  | Фев  | Март | Апр  | Май  | Юни  | Юли  | Авг  | Септ | Окт  | Ное  | Дек  | Годишна |
| ---------------- | ---- | ---- | ---- | ---- | ---- | ---- | ---- | ---- | ---- | ---- | ---- | ---- | ------- |
| Температура (°C) | 17.8 | 18.4 | 19.0 | 19.2 | 19.5 | 19.2 | 19.0 | 19.3 | 19.4 | 19.0 | 18.5 | 18.0 | 18.9    |
| Валежи (mm)      | 47   | 39   | 53   | 167  | 238  | 167  | 127  | 128  | 200  | 256  | 199  | 87   | 1704    |